# GP Viborg
GP Viborg er et cykelløb i Danmark. Det er en del af UCI Europe Tour i kategori 1.2. Cykelløbet var i 2013 og 2014 kendt som Destination Thy.

## Vindere
| År                | Vinder              | Toer                       | Treer             |
| ----------------- | ------------------- | -------------------------- | ----------------- |
| Destination Thy   |                     |                            |                   |
| 2013              | Constantino Zaballa | Martin Mortensen           | Dries Hollanders  |
| 2014              | Magnus Cort         | Troels Vinther             | Morten Øllegaard  |
| Grand Prix Viborg |                     |                            |                   |
| 2015              | Oscar Landa         | Bob Schoonbroodt           | Wim Stroetinga    |
| 2016              | Johim Ariesen       | Andreas Hyldgaard Jeppesen | Kasper Asgreen    |
| 2017              | Kasper Asgreen      | Jonas Vingegaard           | Rasmus Guldhammer |